# Neil McDonald (Schachspieler)
Neil McDonald (* 21. Januar 1967 in Gravesend) ist ein englischer Schachspieler.
Im Jahre 1986 wurde ihm der Titel Internationaler Meister (IM) verliehen, 1996 der Titel Großmeister (GM).
| Hier fehlt eine Grafik, die leider im Moment aus technischen Gründen nicht angezeigt werden kann. Wir arbeiten daran! |

## Veröffentlichungen

### The Chess Press
- Opening Guides: Dutch Leningrad, 1997, ISBN 978-1-901259-03-2

### Batsford Books
- Planning (Think Like a Chess Master), 1995, ISBN 978-0-7134-7573-9
- Winning With the Kalashnikov, 1995, ISBN 978-0-7134-7576-0
- Mastering the French (mit Andrew Harley), 1997, ISBN 978-0-7134-5716-2
- The King’s Gambit: A Modern View, 1998, ISBN 978-0-7134-8451-9
- Mastering Chess Tactics, 2002, ISBN 978-0-7134-8772-5
- The Sveshnikov Sicilian, 2003, ISBN 978-0-7134-8581-3
- Mastering Checkmates, 2003, ISBN 978-0-7134-8774-9
- The Benko Gambit Revealed, 2004, ISBN 978-0-7134-8868-5
- Chess: The Art of Logical Thinking, 2004, ISBN 978-0-7134-8894-4
- The Sicilian Bb5 Revealed, 2005, ISBN 978-0-7134-8980-4
- The Art of Planning in Chess: Move By Move, 2006, ISBN 978-0-7134-9025-1
- Chess Success: Planning After the Opening, 2007, ISBN 978-0-7134-9071-8

### Everyman Chess
- Positional Sacrifices, 1995, ISBN 978-1-85744-110-9
- Modern Chess Miniatures, 1995, ISBN 978-1-85744-166-6
- Practical Endgame Play, 1996, ISBN 978-1-85744-176-5
- French Winawer, 2000, ISBN 978-1-85744-276-2
- Modern Defence (mit Jonathan Speelman), 2000, ISBN 978-1-85744-281-6
- Main Line Caro-Kann, 2001, ISBN 978-1-85744-227-4
- Concise Chess Openings, 2001, ISBN 978-1-85744-297-7
- Concise Chess Endings, 2002, ISBN 978-1-85744-313-4
- Starting Out: The English, 2003, ISBN 978-1-85744-322-6
- Concise Chess Middlegames, 2004, ISBN 978-1-85744-356-1
- Starting Out: The Dutch Defence, 2005, ISBN 978-1-85744-377-6
- The Masters: Rudolf Spielmann Master of Invention, 2006, ISBN 978-1-85744-406-3
- Starting Out: 1 e4: A reliable repertoire for the improving player, 2006, ISBN 978-1-85744-416-2
- Starting Out: Queen's Gambit Declined, 2006, ISBN 978-1-85744-426-1
- Chess Secrets: The Giants of Strategy: Learn from Kramnik, Karpov, Petrosian, Capablanca and Nimzowitsch, 2007, ISBN 978-1-85744-541-1
- How to Play against 1 e4, 2009, ISBN 978-1-85744-586-2
- Chess Secrets: The Giants of Power Play: Learn from Topalov, Geller, Bronstein, Alekhine and Morphy, 2009, ISBN 978-1-85744-597-8
- Starting Out: The Réti, 2010, ISBN 978-1-85744-622-7
- Play the Dutch: An Opening Repertoire for Black based on the Leningrad Variation, 2010, ISBN 978-1-85744-641-8
- The Ruy Lopez: Move by Move, 2011, ISBN 978-1-85744-669-2
- Break the Rules! A Modern Look at Chess Strategy, 2012, ISBN 978-1-85744-673-9
- King’s Indian Attack: Move by Move, 2014, ISBN 978-1-85744-988-4
- The Catalan: Move by Move, 2017, ISBN 978-1-78194-263-5
- Coach Yourself, 2019, ISBN 978-1-78194-512-4
- Your Chess Battle Plan, 2020, ISBN 978-1-78194-528-5